# IC 4967
IC 4967 је елиптична галаксија у сазвјежђу Паун која се налази на листи објеката дубоког неба у Индекс каталогу.
Деклинација објекта је - 70° 33' 51" а ректасцензија 20h 16m 23,0s. Привидна величина (магнитуда) објекта IC 4967 износи 13,8 а фотографска магнитуда 14,8. IC 4967 је још познат и под ознакама ESO 73-29, PGC 64396.